# Belägring

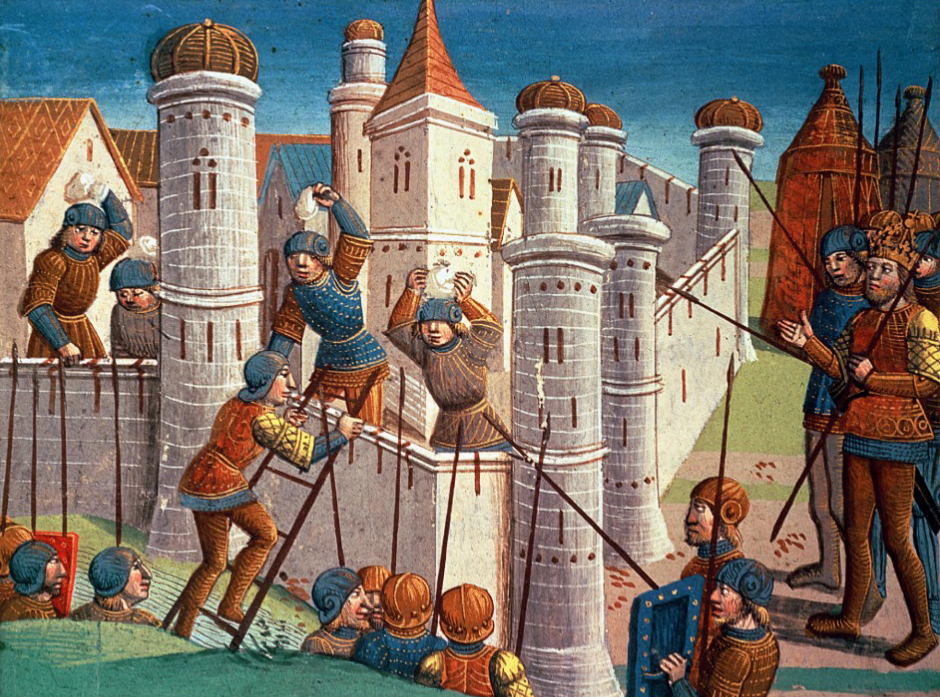
Konstantinopels fall.

En belägring är en inneslutning av en fientlig fästning eller stad, med syftet att förbereda en stormning av denna eller tvinga den att kapitulera. Belägring var vanligt i framförallt antik och medeltida krigföring. I belägringen ingår att fästningen eller staden skärs av från tillförsel av underhåll som livsmedel, vatten, krigsmateriel och manskap. Samtidigt som detta sker försöker belägrarna förstöra fästningsverken med murbräckor, belägringstorn och andra belägringsvapen. Visby är ett exempel på en befäst stad tänkt att motstå belägringsangrepp. Karlsborgs fästning byggdes som ointagbar reservhuvudstad enligt centralförsvarstaktiken, men hann bli omodern redan innan den färdigställdes 1869.
En inneslutning utan syfte till stormning kallas cernering.

## Kända belägringar
- Troja
- Konstantinopel 1453
- Malta 1565
- Köpenhamn 1658-1659
- Riga, 1709-1710
- Messolonghi
- Leningrad 1941–1944
- Groznyj flera tillfällen under 1990-talet
- Sarajevo 1992-1996